# تازو
شركة تازو Tazo هي شركة مصنعة وموزعة للشاي وشاي الأعشاب، تأسست في بورتلاند في ولاية أوريغون الأمريكية.
وهي الآن تتبع شركة يونيليفر، ومقرها الحالي في كينت في ولاية واشنطن.
أسسها ستيفن سميث في عام 1994.
باعتها شركة ستاربكس في عام 2017 إلى شركة يونيليفر في صفقة بلغت 384 مليون دولار أمريكي.